# Órzola
Órzola es una localidad del municipio de Haría, al norte de la isla de Lanzarote, Canarias, España. En ella se sitúa el muelle desde donde se puede acceder a la isla de La Graciosa. En 2021 contaba con 352 habitantes.

## Geografía
Posee diversas playas y charcos. Entre ellas, las más conocidas son la playa del Caletón Blanco, el Charco Viejo, el Charco de la Condesa y la playa de la Cantería o playa de Atrás, playa bastante extensa propicia para actividades como el surf, bodyboard, etc.

## Festejos
La patrona del pueblo es Santa Rosa de Lima, tenida popularmente como Patrona de la Mujer, las costureras y floristas. A finales de agosto, en el pueblo, se celebran las fiestas en honor a la santa, en las que se realizan diversos festejos como verbenas y asaderos populares.